# 单花拉拉藤
单花拉拉藤（学名：Galium exile）为茜草科拉拉藤属下的一个种。

## 扩展阅读
- 維基物種上的相關：单花拉拉藤